# Binyamina - Ghivat Ada
Binyamina sau Binyamina-Ghivat Ada (în ebraică בִּנְיָמִינָה sau בִּנְיָמִינָה-גִּבְעַת עָדָה‬) este un oraș din districtul Haifa al Israelului. Localitatea Binyamina-Ghivat Ada s-a constituit ca urmare a reunirii în anul 2003 a două localități vecine: Binyamina și Ghivat Ada (Giv'at Ada). Populația orașului unit este de 15.634 locuitori. Înaintea unificării, Binyamina avea 6.560 locuitori.

## Istorie

### Binyamina
Binyamina a fost întemeiată în timpul dominației britanice în Palestina, ca așezare agricolă cooperatistă de tip moșav  în anul 1922 și a fost numită după baronul Abraham Edmond Benjamin James de Rothschild. Binyamina a fost înființată pe terenuri ale PICA de către tineri fii ai unor imigranți evrei din primul val de emigrație (Prima Aliyá), majoritatea provenind din așezarea (de tip moșavá) vecină Zihron Iacov. După Primul Război Mondial li s-au mai alăturat alte grupuri de imigranți evrei.
În anul 1922 număra localitatea 153 locuitori:137 evrei, 13 musulmani și 3 creștini. La origine economia așezării se baza pe cultura citricelor, ulterior și apicultura. În anul 1947 populația a ajuns să fie de 2000 locuitori.În 1950 a primit statutul de „consiliu local.”
În prezent o mare parte din locuitori lucrează în zona Gush Dan și folosesc în acest scop gara locală de căi ferate Binyamina.
Printre personalitățile originare din Binyamina se pot menționa Ehud Olmert, cel de-al 12 -lea prim ministru al Israelului
textierul de cântece Ehud Manor, care a închinat versuri de cântec așezării, de asemena politicianul Zeev Boim.
Aici locuiesc mulți artiști, ca de pildă cântărețul Dori Ben Zeev și actorul Lior Halfon etc

### Ghivat Ada
Ghivat Ada, adică Dealul Ada, aflat la 5 km est de Binyamina, a fost numit așa după soția baronului Edmond James de Rothschild, Adelaid sau Ada.
Localitatea a fost înființată în anul 1903, ca așezare agricolă,  de către opt familii de evrei din Zihron Iacov.
Principalele ramuri agricole erau cerealele, legumele, iar mai târziu, strugurii.

## Demografia
După datele Biroului Central de Statistică al Israelului la finele anului 2016 au locuit în Binyamina-Ghivat Ada 15.243 locuitori. 82.8% din elevii din ultima clasă de liceu aveau dreptul la certificat de bacalaureat.Salariul lunar mediu era la finele anului 2015 13.585 shekeli  noi.
| Anul                 | 1948  | 1950  | 1955  | 1961  | 1972  | 1983  | 1995  | 1997  | 1998  | 1999  | 2000  | 2001  | 2002  |
| -------------------- | ----- | ----- | ----- | ----- | ----- | ----- | ----- | ----- | ----- | ----- | ----- | ----- | ----- |
| Numărul locuitorilor | 2 191 | 3 300 | 2 900 | 2 701 | 2 700 | 2 905 | 4 409 | 4 900 | 5 200 | 5 400 | 5 700 | 6 000 | 6 300 |

| Anul                 | 1948 | 1961  | 1972  | 1983  | 1995  |
| -------------------- | ---- | ----- | ----- | ----- | ----- |
| Numărul de locuitori | 210  | 1 084 | 1 393 | 1 235 | 1 824 |

| Anul                 | 2002  | 2003  | 2004  | 2005   | 2006   | 2007   | 2008   | 2009   | 2010   | 2011   | 2012   | 2013   | 2014   | 2015   | 2016   | 2017   |
| -------------------- | ----- | ----- | ----- | ------ | ------ | ------ | ------ | ------ | ------ | ------ | ------ | ------ | ------ | ------ | ------ | ------ |
| Numărul locuitorilor | 8 800 | 9 300 | 9 800 | 10 200 | 10 600 | 11 200 | 11 816 | 12 416 | 13 000 | 13 600 | 14 000 | 14 300 | 14 500 | 14 800 | 15 200 | 15 600 |

## Economia
Aici se află două crame producătoare de vinuri , Crama Binyamina, producătoare a  2.9 milioane de litri de vin pe an și Crama Tishbi , înființată în 1985 Yonathan Tishbi.  Aceasta din urmă produce circa 1000000 de sticle de vin pe an.

## Orașe înfrățite
- Tokaj  Ungaria